# چان‌هوی
چان‌هوی (به ویتنام: Xã Trần Hợi) یک قصبه در ویتنام است که در استان کاماو واقع شده‌است.